# La Croisée des chemins (film, 2009)
Pour les articles homonymes, voir La Croisée des chemins.
Pour plus de détails, voir Fiche technique et Distribution.
La Croisée des chemins est un film français réalisé par David Aboucaya et sorti en 2009.

## Synopsis
À l'automne 1944, un groupe de soldats américains où le capitaine et le sergent s'affrontent, est isolé derrière les lignes allemandes du reste de la section dont ils dépendent.

## Fiche technique
- Titre : La Croisée des chemins
- Autre titre : Enfer 44 : les soldats de la liberté
- Titre anglais : The Crossroads
- Réalisation : David Aboucaya
- Scénario, photographie, musique et production : David Aboucaya
- Pays de production :  France
- Genre : film de guerre
- Durée : 107 minutes
- Date de sortie : France - 2 novembre 2010[1]

## Distribution
- Manuel Gonçalves
- Christian Perrette
- Lucas Pedroni
- Emmanuel Perdrix
- Pierre Loussier
- Jérôme Voyon
- Alain Marseglia
- Natale Naccari
- Marie-Line Royer
- Cedric Pegliasco
- David Aboucaya